# Bastia Mondovì
Bastia Mondovì – miejscowość i gmina we Włoszech, w regionie Piemont, w prowincji Cuneo.
Według danych na rok 2004 gminę zamieszkiwały 624 osoby, 56,7 os./km².